# Невилл, Джон (актёр)
Джон Невилл (англ. John Neville; 2 мая 1925 — 19 ноября 2011) — британский актёр театра и кино, который переехал в Канаду в 1972 году. Наибольшую известность получил за роль в фильме Терри Гиллиама Приключения барона Мюнхгаузена 1988 года.

## Биография
Джон Невилл родился в Лондоне в 1925 году. Во время Второй мировой войны служил связистом в Королевском военно-морском флоте.
После войны учился на актера в Королевской академии драматических искусств. В 1947 году дебютировал в роли статиста в пьесе «Ричард II» на сцене Лондонского Нового Театра.
Поступив в 1953 году в Олд Вик Театр, Джон Невилл быстро превратился в «шекспировского» исполнителя, играя Ричарда II, Ромео и Гамлета, а также чередовался с Ричардом Бёртоном в ролях Отелло и Яго. В 1961 году уехал из Лондона и присоединился к Ноттингемскому Театру.
В 1972 году вместе с семьёй переехал в Канаду. С 1973 по 1978 год был художественным руководителем театра Цитадель в Эдмонтоне.
С 1978 по 1983 год был художественным руководителем Театра Нептун в Галифакс (Новая Шотландия). С 1985 по 1989 год был художественным руководителем
Стратфордского шекспировского театрального фестиваля.

## Фильмография
| Год       |   | Русское название                                | Оригинальное название              | Роль                        |
| --------- | - | ----------------------------------------------- | ---------------------------------- | --------------------------- |
| 1960      | ф | Оскар Уайльд                                    | Oscar Wilde                        | лорд Альфред Дуглас         |
| 1961      | ф | Мистер Топаз                                    | Mr. Topaze                         | Роджер                      |
| 1962      | ф | Билли Бад                                       | Billy Budd                         | Джулиан Рэдклифф            |
| 1963      | ф | Таинственные незнакомцы                         | Unearthly Stranger                 | доктор Марк Дэвидсон        |
| 1965      | ф | Шерлок Холмс: Этюд в кошмарных тонах            | A Study in Terror                  | Шерлок Холмс                |
| 1970      | ф | Приключения Жерара                              | The Adventures of Gerard           | Герцог Веллингтонский       |
| 1971      | с | Соперники Шерлока Холмса                        | The Rivals of Sherlock Holmes      | доктор Торндайк             |
| 1988      | ф | Приключения барона Мюнхгаузена                  | The Adventures of Baron Munchausen | Барон Мюнхгаузен            |
| 1993      | ф | Путешествие к центру Земли                      | Journey to the Center of the Earth | доктор Сесил Чемберс        |
| 1993      | с | Звёздный путь: Следующее поколение              | Star Trek: The Next Generation     | Исаак Ньютон                |
| 1994      | ф | Младенец на прогулке, или Ползком от гангстеров | Baby’s Day Out                     | господин Эндрюс             |
| 1994      | ф | Дорога на Веллвилл                              | The Road to Wellville              | Эндимион Харт-Джонс         |
| 1994      | ф | Маленькие женщины                               | Little Women                       | мистер Лоренс               |
| 1995      | ф | Опасные умы                                     | Dangerous Minds                    | официант                    |
| 1995—1998 | с | Секретные материалы                             | The X-Files                        | Человек с хорошим маникюром |
| 1996      | ф | Свонн                                           | Swann                              | Круцци                      |
| 1996      | ф | Беспредел в средней школе                       | High School High                   | Таддеуш Кларк               |
| 1996      | ф | Саботаж                                         | Sabotage                           | профессор Фоллефант         |
| 1997      | ф | Пятый элемент                                   | The Fifth Element                  | генерал Стидерт             |
| 1997      | ф | Возрождение                                     | Regeneration                       | доктор Йелланд              |
| 1998      | ф | Прощай, любовник                                | Goodbye Lover                      | Брэдли                      |
| 1998      | ф | Секретные материалы: Борьба за будущее          | The X-Files                        | Человек с хорошим маникюром |
| 1998      | ф | Городские легенды                               | Urban Legend                       | декан Адамс                 |
| 1998—1999 | с | Эмили из Нью-Мун                                | Emily of New Moon                  | дядя Малкольм               |
| 1999      | ф | Вкус солнечного света                           | Sunshine                           | Гюстав Сорс                 |
| 1999      | ф | Герцог Дюк                                      | The Duke                           | Герцог                      |
| 1999—2000 | с | Амазония                                        | Amazon                             | Первый Старейшина Коул      |
| 2001      | ф | Гарвардская тусовка                             | Harvard Man                        | доктор Риз                  |
| 2002      | ф | Время волка                                     | Time of the Wolf                   | Проповедник                 |
| 2002      | ф | Паук                                            | Spider                             | Терренс                     |
| 2002      | ф | Преступление и наказание                        | Crime and Punishment               | Мармеладов                  |
| 2003      | ф | Приговор                                        | The Statement                      | высокопоставленный чиновник |
| 2005      | ф | Разная ложь                                     | Separate Lies                      | Лорд Равстон                |